# 藤井繁
藤井 繁（ふじい しげし、1929年3月25日 - ）は、英文学者、聖徳大学名誉教授。

## 人物・来歴
宮城県栗原郡築館町生まれ。日本大学文理学部英文科卒、同助教授、教授。93年「トマス・ハーディの叙事詩劇The Dynastsの研究」で日本大学文学博士。1990年聖徳大学教授・人文学部長、同名誉教授。筆名・白鳥繁。

## 著書
- 『ディナスツ研究 トマス・ハーディ叙事詩劇』千城 1974
- 『残照 トマス・ハーディの挽歌』千城 1982
- 『黄昏 トマス・ハーディの小説』千城 1988
- 『晩鐘 トマス・ハーディの詩』千城 1990
- 『曙光 ハーディ小説の主題と形式』日本図書刊行会 2001
- 『流紋 ハーディ文学の現代性』日本図書刊行会 2006
- 『女性という神話 文学に読み解く「男女共同参画」の罠』近代文芸社新書 2007
- 『群青 トマス・ハーディ「世紀末への挽歌」』コプレス 2012
- 『逆光 D.H. ロレンスの詩-光と闇』コプレス 2013
- 『予感 オスカー・ワイルドの栄光と悲惨』コプレス 2013
- 『寂光』コプレス 2015

### 翻訳
- ハーディ『愛と人生の詩』千城出版 1969
- トーマス・ハーディ『らっぱ隊長 ジョン・ラブデイ、ナポレオン戦争の一将兵と弟のロバート、商船一等航海士』川島光子共訳 千城 1979
- デビッド・スキルトン『イギリスの小説』千城 1980
- トマス・ハーディ『緑樹の陰で もしくはメルストックの聖歌隊-オランダ派の田園風景画』千城 1980
- トマス・ハーディ『キャスターブリッジの市長』千城 1985
- トマス・ハーディ『塔上の二人』千城 1987
- トマス・ハーディ『人生の皮肉』千城 1991
- トマス・ハーディ『恋の魂 ある気質の素描』コプレス 2014

## 論文
- ＜藤井繁